# 婁瑾
婁瑾，字公玉，福建福州府懷安县人，明朝政治人物、進士出身。

## 生平
景泰四年，福建癸酉乡试中舉。景泰五年，登甲戌科會試中進士，擔任刑部主事。